# Cicurina secreta
Cicurina secreta là một loài nhện trong họ Dictynidae.
Loài này thuộc chi Cicurina. Cicurina secreta được Willis J. Gertsch miêu tả năm 1992.